# Toni Belenguer
Toni Belenguer (Valencia, 12 de enero de 1975 - Valencia, 13 de septiembre de 2020) fue un trombonista de jazz español. Fue profesor catedrático de jazz del Conservatorio Superior de Música Joaquín Rodrigo (Valencia), y uno de los músicos mejor reconocidos en España.

## Trayectoria artística
Comenzó sus estudios musicales en la escuela de música de la Sociedad Ateneo Musical del Puerto de Valencia. A los siete años comenzó su carrera musical profesional en el Conservatorio Superior de la ciudad. Cumplió sus estudios de Jazz y Armonía moderna a cargo de Francisco Blanco "Latino" en el Taller de Música Moderna de Sueca.
Participó como alumno activo en varios seminarios de Jazz y música moderna con profesores como: Mike F. Mossman, Ove Larson, Perico Sambeat, Pat Metheny, Bernardo Sasseti, Kurt Rossenwinkel, Aaron Goldberg y Alan Ferber.
Su grupo Toni Belenguer Quintet fue seleccionado para la muestra de Jazz del Palau de la música de Valencia de la temporada 2006.
Su actividad docente fue muy variada: profesor de trombón jazz en el Conservatorio Superior de Música de Valencia, profesor de trombón en el seminario de Jazz, impartido en el Palau de la música de Valencia (2003-2005); profesor en el taller de Jazz de la Universidad Jaume I de Castellón; profesor de trombón en el VI Curso de Jazz y Música moderna "Villa de la Zubia", Granada (2005); profesor en el taller de Jazz de Bétera (2006-2007); Profesor de Trombón Jazz en Musikene - Centro Superior de Música del País Vasco (2009-2012).
Además, fue componente de la gira española de Michael Brecker Quindectet (2004); trombonista en el proyecto con Al Foster en "Tribute to Elvin Jones" en San Javier (2005), Colaboró en uno de los discos del grupo de ska Ki Sap y participó como músico activo, y compartió escenario con solistas y grupos como: Perico Sambeat Sextet, Sedajazz Big Band (Sedaví), la Orquesta de cámara del Teatre Lliure (Barcelona), Abe Rabade (Ghu! Proyect), Ramón Cardo Big Band, Luis Vidal (Barcelona), Jeff Jerolamon nonet Celia Mur, Celia Mur, Sedajazz Latin Ensemble, Michael Brecker Quindectet, Tribute to Elvin Jones (Al Foster), Big Band del 40 Aniversario (Festival de San Sebastián (2005), XXL Llibert Fortuny Electric Big Band (Festival de Jazz de Barcelona), Joan Chamorro Jazz Quartet (Jamboree (2007)

## Premios
Entre otros, recibió los siguientes premiosː
- Premio en Grado Elemental de Trombón en el conservatorio José Iturbi de Valencia.
- Premio al mejor solista en el concurso nacional de Salamanca en (2003) con Alberto Sánchez Group.

## Discografía
- Big Band de Sedaví: De sentir latino, Chiquilla Producciones (1997)
- Sedajazz Big Band: Muñequita Linda, Fresh Sound World Jazz (2000)
- Daniel Flors, When least expected, Fresh Sound New Talent (2000)
- Ramón Cardo Big Band: Per l’altra banda, Xabia Jazz (2002 - 2003)
- Celia Mur: las flores de mi vida, Satchmo Jazz Records (2003)
- Ramón Cuadrada Big Band: Paradissos Imparells, Satchmo Jazz (2003)
- Kiko Berenguer Jazzmakers: Papi toca el saxo, Xabia Jazz (2004)
- Albert Sanz y Once dedos: El fabulador, Xabia Jazz (2005)
- Perico Sambeat: Ziribuye, Contrabaix (2005)
- Amadeu Adell: Liles (2005)
- Kiko Aguado & Celia Mur: Colorea2, Ámbar (2005)
- Joan Chamorro: Baritone Rhapsody, Fresh Sound New Talent (2008)
- Alter-Ego, Sedajazz Records (2008)[3]